# Faustino Rupérez
Faustino Rupérez Rincon (Piqueras, 29 juli 1956) is een voormalig Spaans wielrenner. De Spanjaard was een begenadigd klimmer en ronderenner, bekend om zijn lange ontsnappingen.  Rupérez werd als neo-prof meteen 4de in de Ronde van Spanje in 1979 en won deze in 1980.  In zijn 7 jaren als professional eindigde hij 7 maal in de top 10 in de grote rondes.  Als gevolg van fysieke problemen eindigde hij zijn carrière al in 1985, op 29-jarige leeftijd.  Na zijn wielercarrière werd hij technisch directeur van de Kas-wielerploeg, waarmee hij met Sean Kelly de Ronde van Spanje in 1988 won.  Rupérez is daarmee de enige die zowel als renner als sportdirecteur de Vuelta won.  

## Palmares
1979
- 5e etappe Ronde van Aragón
- Prueba Villafranca de Ordizia
- 2e - NK Murcia (na diskwalificatie van winnaar Isidro Juarez uitgeroepen tot Spaans kampioen)
- 4e - Vuelta al Espana
- 11e - Volta a Catalunya
- 18e - Vuelta al Pais Vasco
- 42e - WK Valkenburg (Nederland)

1980
- 2e etappe Ronde van Asturië
- Eindklassement Ronde van Asturië
- 1e - Vuelta a Espana (winnaar 5e étappe naar Seo de Urgel, en 7e étappe naar Jaca; hij reed 16 dagen in de leiderstrui)
- 4e - Vuelta al Pais Vasco
- 4e - Volta a Catalunya
- 11e - Giro d'Italia
- 48e - NK Ampuero
- opg - WK Sallanches (Frankrijk)
- 138e - Milano-San Remo

1981
- 4e etappe Ronde van Cantabrië
- 2e etappe Ronde van Burgos
- Eindklassement Ronde van Burgos
- 1e - Volta a Catalunya
- 3e - Clasica San Sebastian
- 8e - Vuelta a Espana (winnaar ploegenklassement)
- 58e - WK Praag (Tsjechoslowakije)
- opg - Giro d'Italia

1982
- 5e etappe Ronde van Asturië
- 4e etappe Ronde van Burgos
- Ronde van Piëmont
- Prueba Villafranca de Ordizia
- 6e - Vuelta a Espana (na diskwalificatie van winnaar Angel Arroyo en nummer drie Alberto Fernandez, 4e)
- 6e - Volta a Catalunya
- 9e - Clasica San Sebastian
- 10e - Giro d'Italia
- 10e - Vuelta al Pais Vasco
- 14e - WK Goodwood (Engeland)
- 21e - NK Madrid
- 25e - Milano-San Remo

1983
- 2e etappe Ronde van Asturië
- 2e - Volta a Catalunya
- 4e - WK Altenrhein (Zwitserland)
- 5e - Clasica San Sebastian
- 7e - Giro d'Italia (winnaar ploegenklassement)
- 7e - Vuelta al Pais Vasco
- 10e - Vuelta a Espana (winnaar ploegenklassement)
- 17e - NK Aviles
- 86e - Milano-San Remo

1984
- Eindklassement Ronde van Asturië
- 5e etappe Ronde van Rioja
- 2e - Vuelta al Pais Vasco
- 10e - Clasica San Sebastian
- 13e - Giro d'Italia
- 21e - Vuelta a Espana
- 26e - Milano-San Remo
- opg - WK Barcelona (Spanje)

1985
- 11e (ex aequo) - Clasica San Sebastian
- 19e - Vuelta a Espana (winnaar ploegenklassement)
- 34e - Volta a Catalunya
- 44e - Vuelta al Pais Vasco
- 50e - NK Valladolid
- opg - WK Giavera di Montello (Italië)

## Resultaten in voornaamste wedstrijden
| Jaar | Ronde van Italië | Ronde van Frankrijk | Ronde van Spanje |
| ---- | ---------------- | ------------------- | ---------------- |
| 1979 |                  |                     | 4e               |
| 1980 | 11e              |                     | ↑ (2)            |
| 1981 | opgave           |                     | 8e               |
| 1982 | 10e              |                     | 4e               |
| 1983 | 7e               |                     | 10e              |
| 1984 | 13e              |                     | 21e              |
| 1985 |                  | 39e                 | 19e              |

| Jaar | Milaan-San Remo | Ronde van Lombardije | Clásica San Sebastián |  | WK op de weg |  | Wereldranglijsten |
| ---- | --------------- | -------------------- | --------------------- |  | ------------ |  | ----------------- |
| 1979 |                 |                      |                       |  | 42e          |  | 41e (SPP)         |
| 1980 | 138e            |                      |                       |  |              |  | 22e (SPP)         |
| 1981 |                 |                      | ↑                     |  | 58e          |  |                   |
| 1982 | 25e             | 19e                  | 8e                    |  | 14e          |  |                   |
| 1983 | 86e             | 13e                  | 5e                    |  | 4e           |  |                   |
| 1984 | 26e             |                      | 7e                    |  |              |  |                   |
| 1985 |                 |                      |                       |  |              |  |                   |